# Sozialbau AG

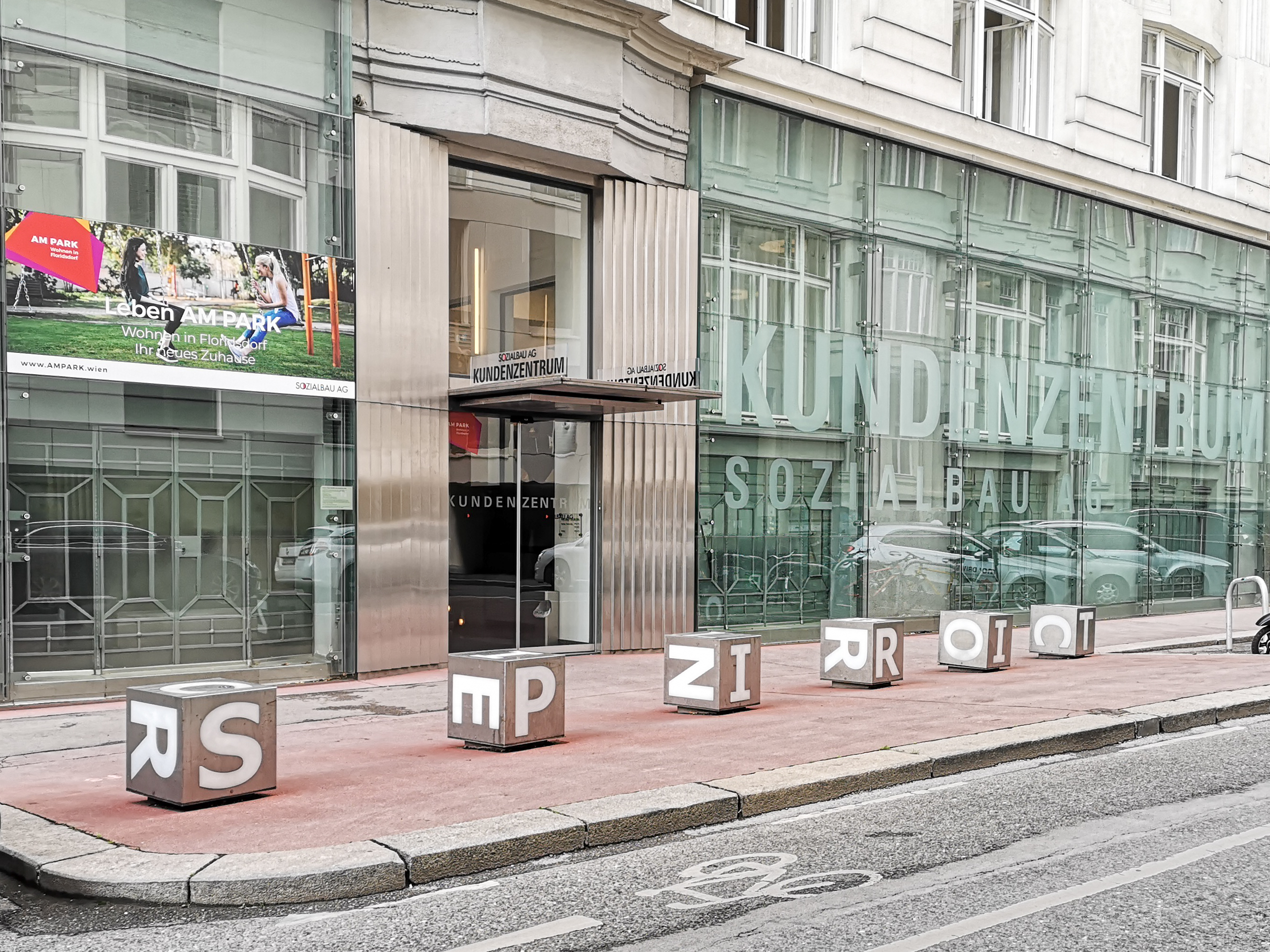
Sitz der Sozialbau AG in der Lindengasse in Wien-Neubau

Die Sozialbau AG ist ein Verbund von Wiener Wohnungsunternehmen.
Die Sozialbau AG ist 1954 aus dem organisatorischen Zusammenschluss mehrerer Wiener Bezirksgenossenschaften hervorgegangen. Im gemeinnützigen Verbund werden drei Wohnbaugenossenschaften (Familie, Wohnbau und Volksbau), zwei Kapitalgesellschaften (Neuland, Urbanbau), gewerbliche Tochterfirmen (HOB, IMOVE) sowie mehrere Beteiligungen operativ betreut.
Das Unternehmen verwaltete Ende 2022 52.963 Wohnungen und hatte 1.587 Wohnungen in Bau.
Die Aktienmehrheit der Sozialbau AG liegt bei der Vienna Insurance Group, die ihre Beteiligung über mehrere Tochterunternehmen hält. Weitere Anteile hält der SPÖ-nahe Verein Wiener Arbeiterwohnhäuser (über die A.W.H. Beteiligungsgesellschaft m.b.H.). 0,09 % der Anteilsrechte liegen direkt bei der SPÖ.
Seinem Auftrag zur Versorgung mit sozialen Wohnungen entsprechend leistet das gemeinnützige Unternehmen mit deutlich unter dem Marktwert liegenden Durchschnittsmieten und günstig finanzierten Sanierungsprojekten einen wesentlichen Beitrag zu den nach wie vor moderaten Wohnkosten vor allem in der österreichischen Bundeshauptstadt Wien.
Außerdem agiert die Sozialbau AG als „Think-Tank“ für wohnungsstrategische Innovationen: So wurde im Jahr 2001 das Integrationsprojekt „Wohnmodell inter-ethnische Nachbarschaft“ übergeben, das Bewohner aus 22 Nationen unter einem Dach vereint und seit 2003 Gegenstand von in Buchform veröffentlichten Evaluierungsstudien ist.
2006 entstand in Wien die erste mehrgeschoßige Wohnhausanlage in Massiv-Holzbauweise sowie das Wohnhochhaus „Höchstädtplatz“. In der Seestadt Aspern errichtet die Gesellschaft 719 eigene Wohnungen.
Das Unternehmen ist Geschädigter der Zwangsschließung der Commerzialbank Mattersburg. Daraus droht ein Verlust von Bankguthaben in Höhe von 70 Millionen Euro, welche beim verhältnismäßig kleinen burgenländischen Institut angelegt worden waren.
Langjähriger Vorstandsvorsitzender war von 1984 bis 2016 Herbert Ludl. Bis Ende April 2023 war Christian Strasser Vorstandsvorsitzender.
Das Unternehmen ist Mitglied des Österreichischen Verbandes gemeinnütziger Bauvereinigungen.